# Révolte gothique de Tribigild
 (juin 2024).
La mise en forme du texte ne suit pas les recommandations de Wikipédia : il faut le « wikifier ».
Les points d'amélioration suivants sont les cas les plus fréquents. Le détail des points à revoir est peut-être précisé sur la page de discussion.
- Les titres sont pré-formatés par le logiciel. Ils ne sont ni en capitales, ni en gras.
- Le texte ne doit pas être écrit en capitales (les noms de famille non plus), ni en gras, ni en italique, ni en « petit »…
- Le gras n'est utilisé que pour surligner le titre de l'article dans l'introduction, une seule fois.
- L'italique est rarement utilisé : mots en langue étrangère, titres d'œuvres, noms de bateaux, etc.
- Les citations ne sont pas en italique mais en corps de texte normal. Elles sont entourées par des guillemets français : « et ».
- Les listes à puces sont à éviter, des paragraphes rédigés étant largement préférés. Les tableaux sont à réserver à la présentation de données structurées (résultats, etc.).
- Les appels de note de bas de page (petits chiffres en exposant, introduits par l'outil «  Source ») sont à placer entre la fin de phrase et le point final[comme ça].
- Les liens internes (vers d'autres articles de Wikipédia) sont à choisir avec parcimonie. Créez des liens vers des articles approfondissant le sujet. Les termes génériques sans rapport avec le sujet sont à éviter, ainsi que les répétitions de liens vers un même terme.
- Les liens externes sont à placer uniquement dans une section « Liens externes », à la fin de l'article. Ces liens sont à choisir avec parcimonie suivant les règles définies. Si un lien sert de source à l'article, son insertion dans le texte est à faire par les notes de bas de page.
- La présentation des références doit suivre les conventions bibliographiques. Il est recommandé d'utiliser les modèles {{Ouvrage}}, {{Chapitre}}, {{Article}}, {{Lien web}} et/ou {{Bibliographie}}. Le mode d'édition visuel peut mettre en forme automatiquement les références.
- Insérer une infobox (cadre d'informations à droite) n'est pas obligatoire pour parachever la mise en page.

Pour une aide détaillée, merci de consulter Aide:Wikification.
Si vous pensez que ces points ont été résolus, vous pouvez retirer ce bandeau et améliorer la mise en forme d'un autre article.
 (juillet 2025).
La révolte gothique de Tribigild était une révolte des Goths en Anatolie ( Empire romain d'Orient ) en 399-400 qui provoqua une crise politique majeure sous le règne de l'empereur Arcadius (395-408). Le soulèvement était dirigé par Tribigild, chef d'une unité de Goths au sein de l'armée romaine. Initialement, le soulèvement n'a eu lieu qu'en Anatolie, mais après l'intervention du commandant en chef de l'armée romaine d'Orient Gaïnas et s'est rangé du côté des Goths, il est devenu une menace pour l'unité au sein de l'empire d'Orient.

## Contexte
Les Goths d'Anatolie vivaient à l'origine au nord du Danube. En 386, ils fuirent le domination des Huns et se retrouvèrent dans l'Empire romain sous la direction d'Odothée. Après des conflits avec l'armée romaine au cours desquels Odothée fut tué, les Goths furent soumis et transférés dans la région de Phrygie en Anatolie. Certains servaient dans l’armée, d’autres étaient employés aux champs comme ouvriers. Les Romains utilisaient largement les Goths pour leurs services militaires. En tant que fédérés, ils avaient le même statut que leurs concitoyens restés en Mésie sous Alaric quelques années plus tôt. À Nakoleia (Anatolie), Tribigild, avec le grade de come ou comte, dirigeait un département de Goths à cheval qui étaient stationnés ici de manière centrale pour garder les routes militaires à travers la région.
Selon les historiens actuels, la même situation s'est produite en Anatolie que celle des Goths qui avaient combattu aux côtés de l'empereur Théodose lors de la bataille de la rivière froide en 394. Les milices gothiques dirigées par Eutrope avaient combattu avec succès les Huns et les Goths de Crimée en 397/8. mais ont estimé que leur rôle dans la victoire n'était pas suffisamment récompensé. On pense que cela a provoqué la révolte des Goths d’Anatolie.
En outre, selon l'histoire contemporaine qui nous est parvenue, avant la rébellion, il y avait une lutte de pouvoir entre Gaïnas, d'origine gothique, et l'influent conseiller impérial Eutrope, qui pouvait exercer la plus grande influence sur le jeune empereur Arcadius.

## La Révolte
La rébellion des Goths anatoliens éclata en 399 et Tribigild devint bientôt le chef de la révolte. Dans les premiers jours de leur soulèvement, ils connurent un grand succès. Les sources soulignent que les Goths ont conquis des villes, ce qui est confirmé par le récit de Zosime : "Il arriva donc que Tribigildus, sans que personne ne s'oppose à lui, conquit chaque ville et tua tous les habitants et soldats". Zosime insiste particulièrement sur le fait que les Goths sous Tribigild tuaient à la fois des civils et des soldats lorsqu'ils conquéraient une ville, un point réitéré poétiquement par Claudien : « Les barbares ont fait irruption dans ces villes si paisibles, si faciles à capturer. Il n’y avait aucun espoir de sécurité, aucune chance de s’échapper. Des siècles longs et paisibles avaient fait sortir les pierres effondrées de leurs créneaux. Cela montre que les Goths de Tribigild savaient par expérience comment assiéger les villes et qu'ils l'avaient appris lors des campagnes militaires de l’armée romaine.
La révolte s'est répandue à travers toute l'Asie Mineure alors qu'un nombre croissant de paysans et d'esclaves mécontents se sont joints aux Goths. Dans ce qui suivit, la Phrygie, la Lydie, la Pamphylie et la Pisidie furent pillées et une armée impériale envoyée par Eutrope et dirigée par Léon fut vaincue. Tribigild fut retenu seul à Pamphylie, où il dut emprunter des routes totalement impropres à sa cavalerie montée.

### Coup d'état de Gainas
Après la défaite de Léon, une nouvelle armée stationnée en Thrace reçut l'ordre d'avancer en Phrygie pour réprimer la rébellion. Cette armée était commandée par Gaïnas, mais ne fit que peu de mouvements contre Tribigild. La raison en était que Gaïnas avait utilisé le soulèvement pour réaliser son propre programme politique. Au début de la rébellion, Gaines était encore le parti subordonné à la cour, sa position vis-à-vis d'Eutrope était extrêmement faible, mais à mesure que la rébellion de Tribigild se développait et que l'armée impériale qui devait mettre fin à la rébellion fut complètement vaincue, son influence s'accroît. Ainsi, l'empereur Arcadius éleva Gainas au rang de commandant en chef.
Selon Zosime, Gaïnas n'a pas agi immédiatement. Il l'a accusé d'avoir tardé à tenter de saper le gouvernement central ou de donner à Tribigild plus de temps pour causer de plus grands dégâts. Cependant, ce complot n'est mentionné ni par Claudien ni par Philostorgius, contemporains de Zosime, et il semble que les allégations de ce dernier, quelques générations plus tard, visaient à dégrader le personnage de Gaïnas et à le mettre sous un mauvais jour. En revanche, il semble plus logique que Gaïnas, qui s'est d'abord retrouvé dans une position impériale privilégiée après une tentative ratée d'Eutrope pour réprimer la rébellion, s'est abstenu d'attaquer Tribigild sur la base d'un plan calculé. Il conseilla à Arcadius de négocier avec Tribigild et insista pour qu'Eutrope soit d'abord expulsé.

### Alliance entre Tribigild et Gaïnas

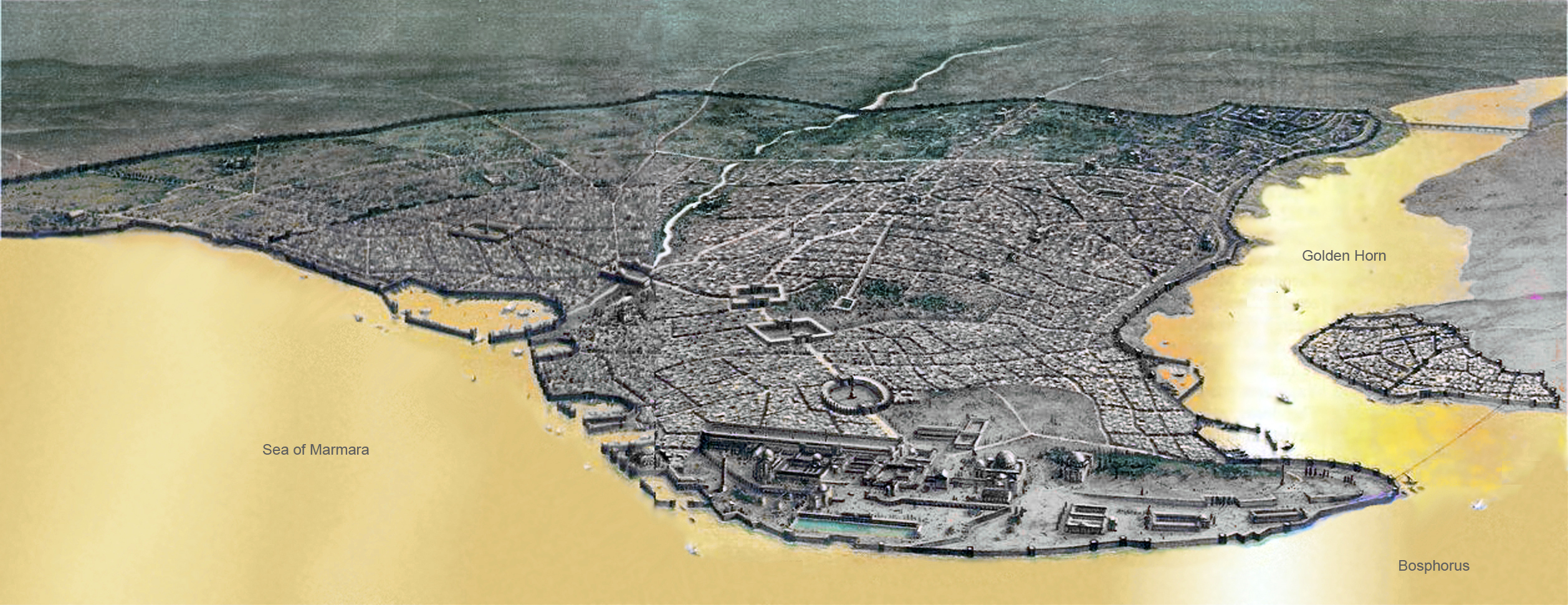
Vue de haut de Constantinople et de la Propontide (mer de Marmara)

Lorsque les Goths de Tribigild atteignirent Chalcédoine, de l'autre côté de Constantinople, Gaïnas réussit à le convaincre de se joindre à son coup d'État. Avec le soutien de Tribigild, Gaïnas disposait d'une armée considérable (principalement des Goths) et s'emparait désormais du pouvoir. Ensemble, ils entrèrent à Constantinople et expulsèrent Aurelianus, un autre rival ayant de l'influence sur Arcadius. Avec la capitale en main, Gaïnas devint suprême et fit exécuter Eutrope. Utilisant son pouvoir, il ordonna également à l'empereur de renoncer aux services d'Alaric et de céder la province de Pannonie à l'ouest. Ce changement administratif a fait perdre à Alaric son grade militaire de général et le droit aux avantages légaux pour ses hommes. Gainas espérait perdre un dangereux adversaire au profit de l’empire occidental.

### Révolte de la population de Constantinople
Peu de temps après, Gaïnas perdit le contrôle des événements dans la capitale. Insatisfait de son action et en partie à l'initiative du patriarche de Constantinople Jean Chrysostome, le peuple se révolte le 12 juillet 400. L'impopulaire garnison barbare s'enfuit. Gaïnas et Tribigild réussirent à quitter Constantinople vivants, mais plusieurs milliers de Goths, dont de nombreuses femmes et enfants qui vivaient dans la ville dans le cadre de l'établissement militaire romain oriental, furent massacrés.
Arcadius ordonna alors au général gothique Fravitta de diriger une armée contre Gaïnas. Dans ce qui suit, représenté sur la colonne d'Arcadius, Fravitta bat Gaïnas et Tribigild dans une bataille navale dans la mer de Marmara. Les Goths vaincus débarquèrent à Thessalonique, puis subirent une autre défaite en Thrace, au cours de laquelle Tribigild fut tué et Gainas réussit à fuir à travers le Danube. Cependant, sa liberté fut de courte durée, car il se trouvait désormais sur le territoire hun. Gaïnas fut capturé, puis tué par Uldin, qui envoya sa tête à Arcadius comme cadeau diplomatique.

## Conséquences
Les Goths en Anatolie ne jouèrent plus un rôle significatif après leur disparition. Les Goths restés en Pannonie sous Alaric, en revanche, tournèrent désormais leur attention vers l'ouest. En raison du coup d'État de Gaïnas, ils avaient désormais été exclus de la politique à Constantinople. Ils perdirent bientôt tout espoir d'un nouvel accord avec l'empereur. Pour tenter de sortir de l'impasse, Alaric emmena son peuple en Italie à l'automne 401 et, au cours des douze mois suivants, tenta de conclure un accord avec Stilicon, le commandant effectif de l'armée occidentale. Son arrivée a finalement conduit à la guerre gothique de 402-403.

### Sources
- Bury, J.B., A History of the Later Roman Empire van Arcadius tot Irene, Vol. Ik (1889)
- Herwig Wolfram, History of the Goths (1979) 1988, "Radagaisus and his contribution to the Visigothic ethnogenesis" p168f
- Friell, J.G.P., Williams, Stephen Joseph (1999), The Rome that did not fall: the survival of the East in the fifth century, New York: Routledge
- William Wyeth, William Wyeth Tribigild in Phrygia: Reconsidering the revolt and the settlement of barbarians in the 4th century Roman Empire